# Landschaftstunnel Meuschaer Höhe

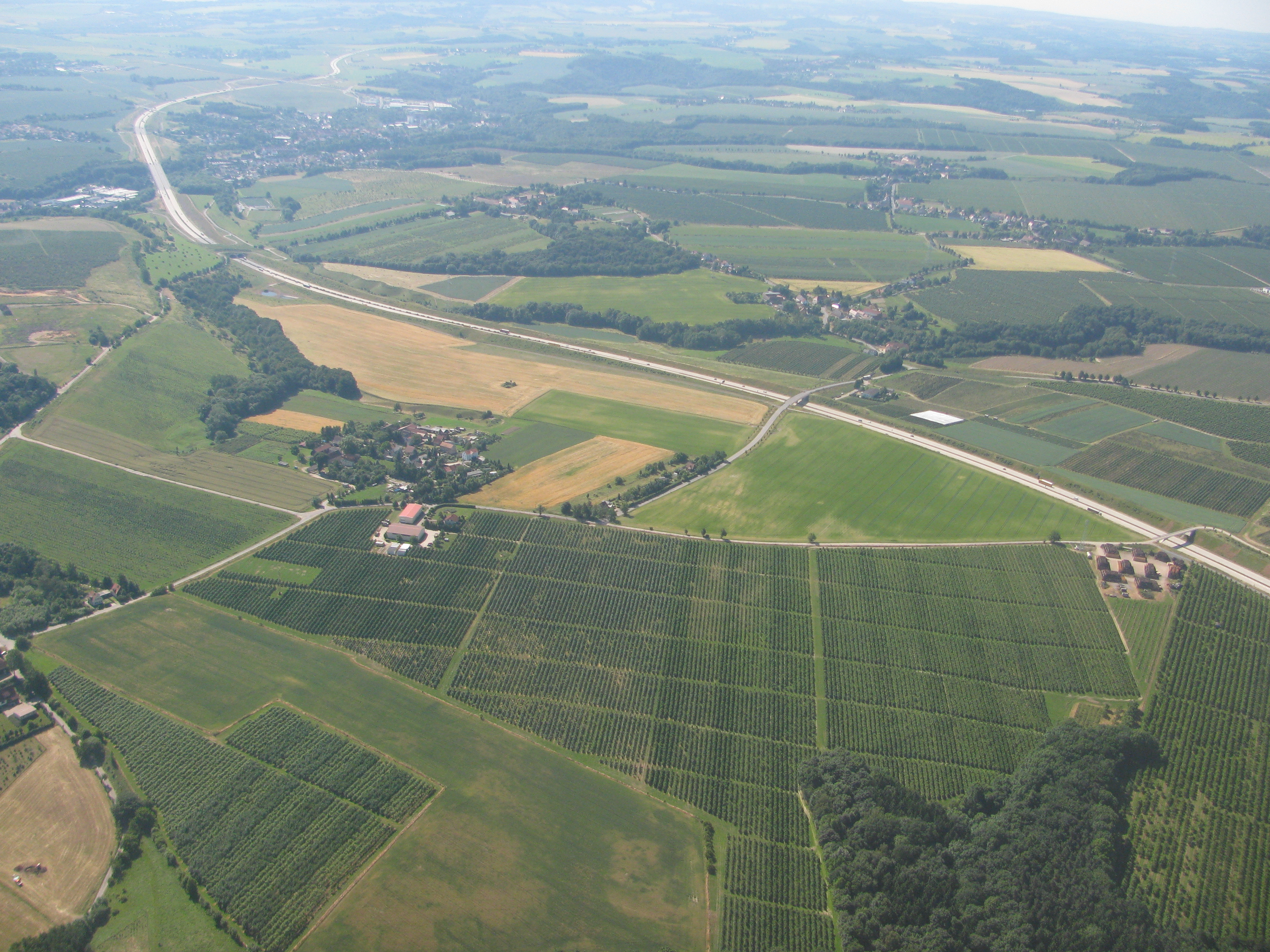
Luftbild der A 17, Blick von Heidenau-Wölkau aus, Landschaftstunnel Meuschaer Höhe im Bild links oben

Der Landschaftstunnel Meuschaer Höhe ist ein 90 m langes Bauwerk der A 17 und befindet sich im nördlichen Teil des Osterzgebirges in Sachsen. Er wurde im Jahr 2005 fertiggestellt.

## Lage
Der Tunnel befindet sich in der gleichnamigen Wüstung Meuscha auf 155 m ü. NN nahe den Orten Dohna und Heidenau. Die Nutzbreite, also die Tunnellänge, beträgt 90 m, die Röhrenspannweite beträgt 2 × 14 m, also 28 m. Die Konstruktionsdicke beträgt ca. 0,70 m, die Überschüttung ist 1 bis 3 m hoch. Über den Tunnel führt der Weg „Am Robisch“.

## Errichtung
Der Landschaftstunnel wurde im Jahr 2005 in Stahlbeton in offener Bauweise errichtet und besitzt als Röhrenquerschnitt den dreiteiligen, lichtraumumspannenden Korbbogen. Die Brückenklasse ist 30/30 nach DIN 1072. Auftraggeber der Errichtung war die DEGES GmbH. Die kreuzenden Wirtschaftswege „Alte Poststraße“ und „Meuschaer Höhe“ wurden in ihrer Grundrisslage verschwenkt. Damit wurde die geländegleiche Überführung im Bereich des Landschaftstunnel möglich und man konnte auf zusätzliche Brückenbauwerke verzichten. Eine natürliche Beleuchtung und Entlüftung wird durch einen großen Querschnitt erleichtert.

## Zweck
Weil die Autobahn A 17 das Naturschutzgebiet „Meuschaer Höhe“ durchschneidet, wurde es für den Naturschutz im Allgemeinen und die Artenwanderung im Speziellen notwendig, einen entsprechenden Durchlass zu errichten. Durch die Grünbrücke über den Landschaftstunnel wird die Artenwanderung in diesem Gebiet ermöglicht. Außerdem dient der Tunnel dem Schutz der Meuschaer Höhe vor Stickoxid-Abgasen der Kraftfahrzeuge auf der Autobahn A 17.